# Moons of Madness
Moons of Madness — компьютерная ролевая игра, разработанная финской студией Rock Pocket Games и выпущенная Funcom в 2019 году. Сюжет игры основан на Мифах Ктулху Говарда Филлипса Лавкрафта. Игра напоминает повесть «Хребты безумия», в ней есть отсылки к Древним богам и заметно влияние Мифов Ктулху. Ее действие происходит в той же вселенной, что и Secret World Legends, и Moons of Madness содержит множество отсылок к этой игре.

## Игровой процесс
В игровом процессе Moons of Madness перемежаются спокойные исследовательские моменты и редкие погони. Одна из центральных механик игры — способность героя, позволяющая «сканировать» окружение и взламывать оборудование. Некоторые моменты игры содержат головоломки или мини-игры — например, Moons of Madness может предлагать игру настраивать положение антенны, чтобы поймать сигнал, или восстанавливать цепь питания; многие загадки сводятся лишь к необходимости найти нужный объект и вставить его в подходящий слот. Подобно многим хоррор-играм, игровой персонаж не вооружен и может лишь убегать от врагов; прятаться в большинстве случаев не нужно — достаточно по прямой линии бежать к ближайшей двери. 

## Сюжет
Действие Moons of Madness происходит на планете Марс, на станции, принадлежащей корпорации «Орочи». Эта база секретна — официально корпорация ведет научные изыскания на Земле, в Антарктике, и на станции есть студия, где снимаются поддельные ролики про Землю. В начале игры инженер Шейн Ньюхарт выполняет обычные задачи по обслуживанию оборудования, но вскоре его начинают преследовать видения, в которых он попадает в «кошмарную» версию станции — здесь Ньюхарта преследуют щупальца, таинственные голоса и некая женщина, затаившая на него личную обиду. 

## Релиз
Игра была выпущена 22 октября 2019 года для персональных компьютеров; выход версий для игровых приставок Xbox One и PlayStation 4 первоначально был запланирован на январь 2020 года, но был отложен до 24 марта 2020.

## Оценка
| Сводный рейтинг       | Сводный рейтинг |
| Агрегатор             | Оценка          |
| --------------------- | --------------- |
| GameRankings          | 71,30 %         |
| Metacritic            | 69/100          |
| Иноязычные издания    |                 |
| Издание               | Оценка          |
| IGN                   | 5/10            |
| Русскоязычные издания |                 |
| Издание               | Оценка          |
| 3DNews                | 7,5/10          |

Обозреватель издания 3DNews Daily Digital Digest Денис Щенников поставил игре 7,5 баллов. Его похвалы были удостоен сюжет и визуальное окружение, а критики — неспешная динамика и темп.